# Coulonges-sur-l'Autize
Coulonges-sur-l'Autize és un municipi francès situat al departament de Deux-Sèvres i a la regió de la Nova Aquitània. L'any 2007 tenia 2.362 habitants.

## Demografia

### Població
El 2007 la població de fet de Coulonges-sur-l'Autize era de 2.362 persones. Hi havia 969 famílies de les quals 295 eren unipersonals (85 homes vivint sols i 210 dones vivint soles), 360 parelles sense fills, 265 parelles amb fills i 49 famílies monoparentals amb fills.
La població ha evolucionat segons el següent gràfic:
Habitants censats

### Habitatges
El 2007 hi havia 1.085 habitatges, 971 eren l'habitatge principal de la família, 44 eren segones residències i 70 estaven desocupats. 987 eren cases i 91 eren apartaments. Dels 971 habitatges principals, 639 estaven ocupats pels seus propietaris, 313 estaven llogats i ocupats pels llogaters i 19 estaven cedits a títol gratuït; 17 tenien una cambra, 58 en tenien dues, 150 en tenien tres, 246 en tenien quatre i 501 en tenien cinc o més. 725 habitatges disposaven pel capbaix d'una plaça de pàrquing. A 483 habitatges hi havia un automòbil i a 354 n'hi havia dos o més.

### Piràmide de població
La piràmide de població per edats i sexe el 2009 era:
| Homes | Edats   | Dones |
| ----- | ------- | ----- |
| 4     | 95 o +  | 0     |
| 0     | 90 a 94 | 36    |
| 44    | 85 a 89 | 60    |
| 8     | 80 a 84 | 44    |
| 68    | 75 a 79 | 88    |
| 40    | 70 a 74 | 60    |
| 56    | 65 a 69 | 88    |
| 76    | 60 a 64 | 104   |
| 60    | 55 a 59 | 48    |
| 56    | 50 a 54 | 56    |
| 36    | 45 a 49 | 52    |
| 68    | 40 a 44 | 56    |
| 80    | 35 a 39 | 60    |
| 60    | 30 a 34 | 76    |
| 64    | 25 a 29 | 60    |
| 20    | 20 a 24 | 28    |
| 52    | 15 a 19 | 60    |
| 92    | 10 a 14 | 56    |
| 72    | 5 a 9   | 44    |
| 48    | 0 a 4   | 48    |

## Economia
El 2007 la població en edat de treballar era de 1.270 persones, 961 eren actives i 309 eren inactives. De les 961 persones actives 868 estaven ocupades (455 homes i 413 dones) i 94 estaven aturades (40 homes i 54 dones). De les 309 persones inactives 126 estaven jubilades, 85 estaven estudiant i 98 estaven classificades com a «altres inactius».

### Ingressos
El 2009 a Coulonges-sur-l'Autize hi havia 976 unitats fiscals que integraven 2.169 persones, la mediana anual d'ingressos fiscals per persona era de 15.863 €.

### Activitats econòmiques
Dels 167 establiments que hi havia el 2007, 2 eren d'empreses extractives, 3 d'empreses alimentàries, 1 d'una empresa de fabricació de material elèctric, 6 d'empreses de fabricació d'altres productes industrials, 29 d'empreses de construcció, 35 d'empreses de comerç i reparació d'automòbils, 6 d'empreses de transport, 7 d'empreses d'hostatgeria i restauració, 1 d'una empresa d'informació i comunicació, 14 d'empreses financeres, 10 d'empreses immobiliàries, 13 d'empreses de serveis, 25 d'entitats de l'administració pública i 15 d'empreses classificades com a «altres activitats de serveis».
Dels 53 establiments de servei als particulars que hi havia el 2009, 1 era una oficina d'administració d'Hisenda pública, 1 gendarmeria, 1 oficina de correu, 4 oficines bancàries, 2 funeràries, 8 tallers de reparació d'automòbils i de material agrícola, 1 taller d'inspecció tècnica de vehicles, 1 autoescola, 3 paletes, 5 guixaires pintors, 2 fusteries, 9 lampisteries, 2 electricistes, 3 perruqueries, 3 veterinaris, 3 restaurants, 3 agències immobiliàries i 1 saló de bellesa.
Dels 12 establiments comercials que hi havia el 2009, 2 eren botiges de menys de 120 m², 2 fleques, 2 carnisseries, 1 una llibreria, 2 botigues d'equipament de la llar, 2 drogueries i 1 una floristeria.
L'any 2000 a Coulonges-sur-l'Autize hi havia 33 explotacions agrícoles que ocupaven un total de 1.458 hectàrees.

## Equipaments sanitaris i escolars
El 2009 hi havia 2 farmàcies i 1 ambulància.
El 2009 hi havia 1 escola maternal i 2 escoles elementals. Coulonges-sur-l'Autize disposava d'un col·legi d'educació secundària amb 340 alumnes.

## Poblacions més properes
El següent diagrama mostra les poblacions més properes.